# Banque africaine de l'énergie
La Banque africaine de l’énergie (BAE), créée le 4 juin 2024, est une institution financière née d’une initiative conjointe de l’Organisation des producteurs de pétrole africains (Appo) et de la Banque africaine d'import-export (Afreximbank). Sa mission vise à renforcer la souveraineté énergétique du continent en finançant le développement des ressources pétrolières et gazières africaines à travers un mécanisme propre au continent. Son inauguration est prévue pour le premier semestre 2026.

## Genèse du projet

### Contexte
L'idée de fonder la Banque africaine de l’énergie (BAE) a été initialement conçue en décembre 2020, en Égypte, avant de prendre une dimension stratégique dans le sillage de la COP26 de Glasgow en 2021, au cours de laquelle les pays africains producteurs d’hydrocarbures ont pris acte du désengagement croissant des bailleurs internationaux vis-à-vis des énergies fossiles,,. Conceptualisé et annoncée en mai 2022 par l’Appo et l'Afreximbank, la BAE vise à permettre  aux États africains producteurs de pétrole d’autofinancer leurs projets dans le secteur des hydrocarbures,,,. Ce projet s’inscrit dans un contexte marqué par une crise énergétique persistante sur le continent qui ne capte que 3 % des investissements mondiaux dans l’énergie malgré 20 % de la population mondiale,. Ce contexte a renforcé la volonté de doter l’Afrique d’un outil financier autonome pour ses projets énergétiques.  

### Lancement
Dès mai 2023, le secrétaire général de l’Appo annonçait que la création de cette banque, en partenariat avec Afreximbank, avait atteint un stade avancé, avec un lancement initialement envisagé pour fin 2023,. C’est finalement à l’occasion de la 44e session du Conseil des ministres de l’Appo, tenue à Cotonou du 29 octobre au 2 novembre 2023, que les États membres ont officiellement convenu, en collaboration avec Afreximbank, de la création de cette banque, avec avec un lancement fixé pour 2024,,. 
La BAE a été officiellement créée le 4 juin 2024, à la suite de la signature de ses documents constitutifs et de sa charte par ses deux institutions fondatrices,. 
Le calendrier a ensuite été repoussé à début 2025, mais des désaccords internes ont freiné l’avancement : le secrétaire général sortant, Omar Farouk, souhaitait une inauguration avant la fin de son mandat en novembre 2025, tandis qu’une majorité prônait un démarrage plus structuré et une base d’actionnaires plus large. Le lancement effectif est finalement envisagée pour le premier semestre 2026. 

### Rôle et missions
La BAE intervient dans un contexte où les projets africains sont souvent ralentis par des procédures longues, des retards de construction et un accès limité au financement, malgré les vastes réserves du continent : plus de 125 milliards de barils de pétrole brut et 620 000 milliards de pieds cubes de gaz naturel.
La mission principale de la BAE est de réduire le déficit structurel de financement de l’énergie en Afrique, estimé entre 31 et 50 milliards $, en apportant des solutions de financement adaptées aux réalités du continent. L’objectif est de favoriser l’autonomie énergétique et de stimuler l’exploitation optimale des ressources naturelles africaines, dans un contexte où plus de 600 millions de personnes n’ont pas accès à l’électricité,.
Contrairement aux sources traditionnelles de financement, souvent indisponibles pour les projets liés aux hydrocarbures, la BAE se positionne comme une alternative africaine pour soutenir un large éventail de projets, allant du pétrole et du gaz aux énergies renouvelables, en passant par les produits pétrochimiques et les infrastructures d'électricité,.

## Gouvernance et fonctionnement

### Siège
Le siège de la Banque africaine de l’énergie (BAE) a été officiellement établi à Abuja, capitale du Nigeria, à la suite d’une décision entérinée en juillet 2024, après la signature des documents fondateurs en juin 2024,,. La banque sera hébergée dans les trois derniers étages de l’Afreximbank African Trade Centre (AATC), un immeuble inauguré le 11 avril 2025. Cette décision a été actée à la suite d’une visite d’inspection menée par un comité restreint de l’Appo en juillet 2025.

### Conseil d’administration
La mise en place du conseil d’administration est un point de friction entre les parties prenantes. L'Afreximbank avait pris l’initiative de lancer un appel à candidatures pour le poste de directeur général, une démarche que l’Appo a jugée prématurée et unilatérale. Selon les statuts de la future banque, seul le conseil d’administration est compétent pour organiser ce recrutement.
Le conseil comprendra au total quatorze membres répartis comme suit : six membres représentant les États membres de l’Appo (classe A), trois administrateurs pour les actionnaires de classe B (investisseurs), trois administrateurs pour ceux de classe C, un administrateur indépendant et le président de la banque.

### Capitalisation et financement
La banque dispose d’un capital social initial de 5 milliards $ soit un peu plus de 3 000 milliards de francs CFA, financé en majorité par l’Appo et Afreximbank. Les États membres de l’Appo et d’autres institutions financières sont également appelés à contribuer. Une levée de fonds spécifique de 1,5 milliard $ est en cours auprès des 18 adhérents de l’Appo, à raison de 83 millions $ par État. Le Nigeria entend contribuer à hauteur de 100 millions $. La BAE envisage également de s’associer à environ 700 banques africaines pour élargir son impact et renforcer la mobilisation de capitaux sur le continent,. Le financement complémentaire devrait provenir d'autres pays africains ainsi que d'investisseurs extérieurs au continent, en particulier en provenance du Moyen-Orient et d’Asie. Les actionnaires estiment que la banque disposera de 120 milliards $ d’actifs dans un horizon de cinq ans après son lancement,.

### Bénéficiaires et modalités d’accès
Les premiers bénéficiaires des services de la BAE seront les États ayant ratifié les documents fondateurs. Ce processus de ratification est en cours d’achèvement. L'institution prévoit d’ouvrir les candidatures à partir de début 2025.